# Alberto Álvarez (cyclisme)
Pour l'athlète mexicain, voir Alberto Álvarez.
Álvarez  Campos est un nom espagnol. Le premier nom de famille, en général paternel, est Álvarez ; le second, en général maternel, souvent omis, est Campos.
Alberto Álvarez Campos, né le 23 novembre 2001 à Almendralejo, est un coureur cycliste espagnol.

## Biographie
Alberto Álvarez prend sa première licence au CC Tierra de Barrós Piñero Bike, sur ses terres natales d'Estrémadure. Au début de sa carrière, il se consacre au VTT. Il passe ensuite au cyclisme sur route en 2020, lorsqu'il intègre la formation Bicicletas Rodríguez-Extremadura,. Décrit comme un bon grimpeur, il se classe troisième de l'édition 2022 du Tour de Tenerife, après s'être imposé sur la dernière étape. Il monte également sur le podium final du Tour de Cantabrie en 2023, tout en ayant remporté une étape.  
Lors de la saison 2024, il gagne les étapes reines du Tour de Navarre et du Tour de Zamora. Il finit par ailleurs septième de la version amateur du Tour de Castille-et-León. Grâce à ses performances, il signe un premier contrat professionnel d'un an avec l'équipe continentale Rádio Popular-Paredes-Boavista, qu'il doit rejoindre en 2025. Cette structure évolue sous licence portugaise.

## Palmarès
- 2021
  - 2e du Trofeo Ciudad de Badajoz
- 2022
  - 3e étape du Tour de Tenerife
  - 2e du Gran Premi Vila-real
  - 3e du Tour de La Corogne
  - 3e du Tour de Tenerife
- 2023
  - 2e étape du Tour de Cantabrie
  - 3e du Tour de Cantabrie
- 2024
  - 3e étape du Tour de Navarre
  - 4e étape du Tour de Zamora